# 2973 Паола
2973 Паола (2973 Paola) — астероїд головного поясу, відкритий 10 січня 1951 року.
Тіссеранів параметр щодо Юпітера — 3,469.